# Aphytis keatsi
Aphytis keatsi är en stekelart som först beskrevs av Girault 1919.  Aphytis keatsi ingår i släktet Aphytis och familjen växtlussteklar. Inga underarter finns listade i Catalogue of Life.